# Andrea Stinson
Andrea Maria Stinson (Cornelius, 25 novembre 1967) è un'ex cestista statunitense, professionista nella WNBA.

## Carriera
Guardia di 178 cm, ha giocato in Serie A1 con Messina.
Con gli Stati Uniti ha disputato i Campionati americani del 1989 e i Giochi panamericani de L'Avana 1991.

## Palmarès
- 2 volte All-WNBA Second Team (1997, 1998)